# Плато Снейк-Ривер
Плато́ Сне́йк-Ри́вер (англ. Snake River Plain) — геологический объект, расположенный в основном на территории штата Айдахо и частично на северо-западе штата Вайоминг (США) в бассейне реки Снейк. Тянется широкой 640-километровой дугой от Вайоминга до границы штатов Айдахо и Орегон, занимая примерно четверть территории Айдахо. Здесь расположены многие крупные города штата. Плато также является важным сельскохозяйственным регионом.

## Геология
Плато Снейк-Ривер можно разделить на три части: западную, центральную и восточную. Западная, расположенная под углом к направлению движения Североамериканской плиты, представляет собой тектонический грабен, или сбросовую долину, заполненную озёрными осадочными отложениями толщиной несколько километров. Под ними залегают вулканические породы и базальты, над ними — базальты. Формирование западной части плато началось примерно 11-12 миллионов лет извержением вулканических лав и игнимбритов.
Здесь протекали геологические процессы двух типов. В результате вулканической активности основные водные каналы периодически запруживались, что приводило к образованию больших озёр. Но со временем естественные плотины разрушались, и озёра опустошались. Такие процессы происходили неоднократно, о чём свидетельствуют мощные речные и озёрные отложения, прослоенные материалом вулканического происхождения.

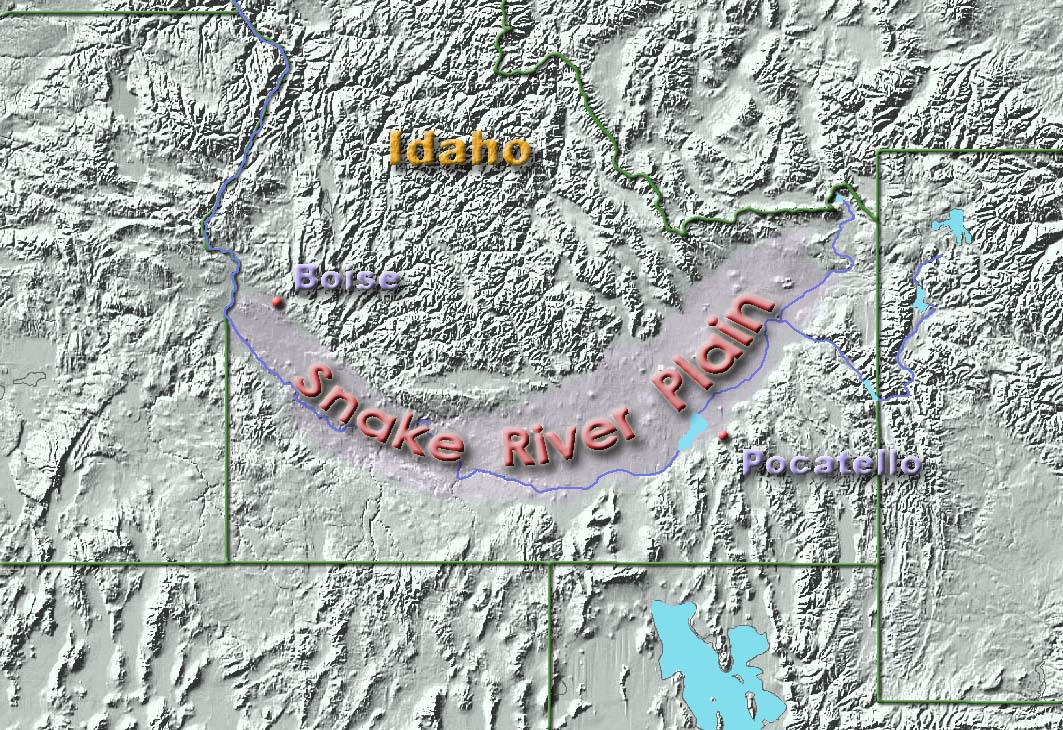
Плато Снейк-Ривер на карте штата Айдахо

Восточная часть плато ориентирована с юго-запада на северо-восток, параллельно направлению движения Североамериканской плиты. Эта часть плато образовалась в результате сдвига Йеллоустонской горячей точки в северо-восточном направлении, происходившего на протяжении 17 миллионов лет. Возраст самых молодых пород, находящихся в районе Йеллоустонского национального парка, составляет 600 000 лет. Самые же древние, расположенные в районе поселения Мак-Дермитт, насчитывают 16—17 миллионов лет.
Центральная долина расположена в изгибе дуги и является переходной областью между западной и восточной долинами. Центральная и восточная долины состоят из толстых слоёв вулканического туфа, покрытых тонким слоем базальта.

## Влияние на климат

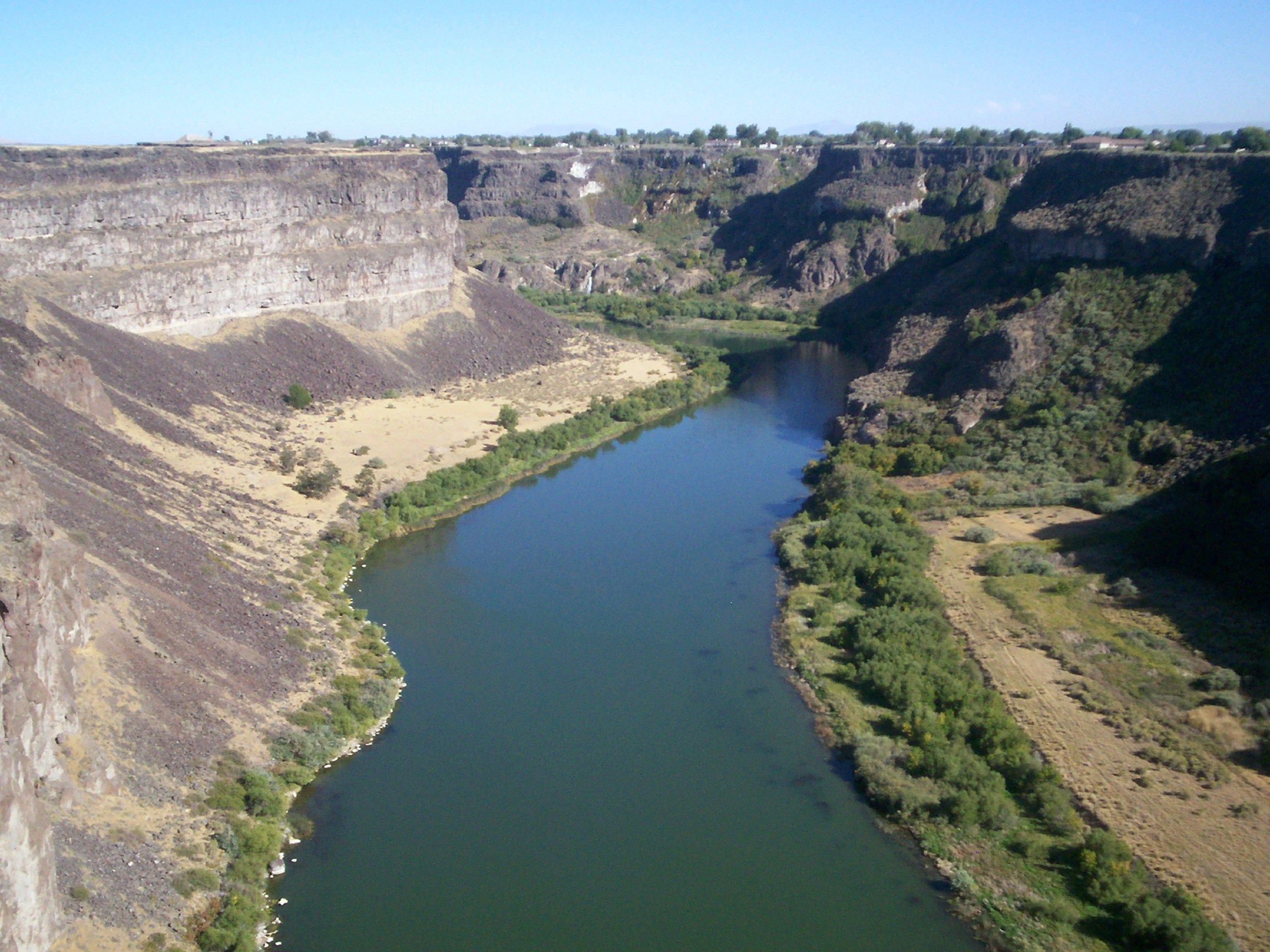
Река Снейк, прорезая плато Снейк-Ривер, создала на своём пути многочисленные каньоны и ущелья. На снимке ущелье в районе Твин-Фоллс

Плато оказывает значительное влияние на климат Йеллоустона и на прилежащие к нему области на юге и западе. Во время своего движения горячая точка Йеллоустона прорезала в Скалистых горах канал шириной 110 километров. Его западный конец совпадает с промежутком между Каскадными горами и хребтом Сьерра-Невада. Благодаря этому образовался канал, по которому влага в виде облаков и влажных воздушных масс поступает непосредственно от Тихого океана до Йеллоустона. Пройдя через долину, влага выпадает в виде дождя или снега. В результате регионы Йеллоустон и Титон получают значительно больше влаги, чем соседние регионы.
Хотя рельеф равнины в значительной степени не изменилась в течение нескольких миллионов лет, климат этого региона не был таким постоянным. Текущие климатические условия начали охарактеризовать регион примерно 2,5 миллиона лет назад.